# Calipso (satélite)
Calipso  es un satélite de Saturno de forma irregular y dimensiones de 30 × 16 × 16 km. Fue descubierto por Pascu, Seidelmann, Baum y Currie en 1980 en observaciones desde la Tierra; fue llamado provisionalmente 1980 S 25. En 1983 se lo llamó oficialmente Calipso de la mitología griega. También se designa como Saturno XIV . Fue descubierto cuando los anillos de Saturno se veían desde la Tierra de canto. Esta orientación de los anillos reduce mucho la luz que difunden cuando se contempla el planeta desde un telescopio y por tanto permiten la detección de débiles cuerpos en las proximidades de estos. Se utilizó un prototipo de cámara planetaria proyectada para un telescopio orbital estadounidense.
Calipso es un satélite troyano del sistema Saturno-Tetis, ocupando el punto lagrangiano L5 y por tanto es un satélite coorbital de Tetis, al cual sigue en su órbita aproximadamente 60 grados detrás. La luna Telesto ocupa el punto lagrangiano L4.
No debe ser confundido con el asteroide 53 Kalypso.